# Robert Cohen (homme politique)
Pour les articles homonymes, voir Robert Cohen et Cohen.
Robert (Bob) Cohen (né à Rotterdam le 4 mars 1930 et mort à Bruxelles le 27 octobre 1999) était un fonctionnaire et homme politique néerlandais membre du Parti travailliste (PvdA). Il a été député au Parlement européen de 1979 à 1989.

## Carrière
Cohen a étudié les sciences politiques à l'Université d'Amsterdam et a obtenu son doctorat en droit à l' Université d'Utrecht. Il a travaillé à la direction générale de l'agriculture de la Commission des Communautés européennes. Cohen a été secrétaire privé adjoint des commissaires européens Sicco Mansholt et Pierre Lardinois et, en 1977, secrétaire privé du commissaire européen Henk Vredeling. Après avoir exercé la fonction de directeur de la direction générale du développement de la Commission des Communautés européennes, il a été élu au Parlement européen en 1979. Il y est resté jusqu'en 1989 et a été principalement impliqué dans le domaine de la coopération au développement.

## Publications
- Socialistes en Europe. Coopération des partis socialistes dans le cadre de la Communauté européenne 1952-1972, mémoire, 1974.